# GSC5848-1818
GSC5848-1818 — хімічно пекулярна зоря спектрального класу A6, що має видиму зоряну величину в смузі V приблизно 11,2.